# اسکار ترلکلد
اسکار ترلکلد (انگلیسی: Oscar Threlkeld؛ زادهٔ ۱۵ فوریهٔ ۱۹۹۴) بازیکن فوتبال اهل بریتانیا است.
از باشگاه‌هایی که در آن بازی کرده‌است می‌توان به باشگاه فوتبال بولتون واندررز و باشگاه فوتبال پلیموث آرگیل اشاره کرد.